# 情常在 (2010年)
《情常在》（英語：Never Forget），是香港電視廣播有限公司的一個資訊節目，於2010年8月2日起逢星期一至五晚上在翡翠台及高清翡翠台播映。
每集約3-4分鐘，每集獻上一個饒有寓意、發人深省的勵志性小故事，帶出人生哲理，由藝能界、商界、政界主持分享內心體會和感受。

## 播映日期
- 2010年8月24日，由於播放有關馬尼拉人質事件，翡翠台及高清翡翠台的晚間新聞播放時間延長至23:55，本節目暫停播映。
- 2010年8月25日，由於翡翠台及高清翡翠台於晚上7時53分至9時15分播映特別新聞報道，第二線及第三線劇集順延播映，原定提早於22:30播映的《晚間新聞》延至23:15播映，至23:55結束，因此本節目暫停播映。
- 2010年9月13日起，本節目告一段落。

## 每集內容

### 2010年8月
| 集數 | 播映日期      | 主題                 | 故事取材       | 嘉賓   | 身份                       |
| 01   | 8月2日（一）  | 《驚喜禮物》         | 商天娥         | 商天娥 | 香港藝人                   |
| 02   | 8月3日（二）  | 《只是一名記者》     | 徐忠明         | 徐忠明 | 港鐵傳媒關係經理           |
| 03   | 8月4日（三）  | 《一場火災》         | 張國強         | 張國強 | 香港藝人                   |
| 04   | 8月5日（四）  | 《最後一份報紙》     | 林嘉華         | 林嘉華 | 香港藝人                   |
| 05   | 8月6日（五）  | 《爸爸的路線圖》     | Tang Wai Man   | 江欣燕 | 香港藝人                   |
| 06   | 8月9日（一）  | 《我和我的姐姐》     | 鄧達智         | 鄧達智 | 時裝設計師                 |
| 07   | 8月10日（二） | 《爭取機會》         | 《一人一故事》 | 趙麗如 | 香港浸會大學新聞系高級講師 |
| 08   | 8月11日（三） | 《花生醬麵包》       | 《一人一故事》 | 莫樹錦 | 腫瘤科醫生                 |
| 09   | 8月12日（四） | 《炒麵》             | 麥嘉麗         | 何傲芝 | 香港藝人                   |
| 10   | 8月13日（五） | 《第五把鑰匙》       | 簡心悅         | 曹永廉 | 香港藝人                   |
| 11   | 8月16日（一） | 《對不起，謝謝您！》 | Kenny Choi     | 陳敏之 | 香港藝人                   |
| 12   | 8月17日（二） | 《媽媽的餃子》       | 王逸曦         | 敖嘉年 | 香港藝人                   |
| 13   | 8月18日（三） | 《小哥哥》           | 姚嘉寶         | 黃德斌 | 香港藝人                   |
| 14   | 8月19日（四） | 《會放棄嗎?》        | Patrick Chiu   | 黃浩然 | 香港藝人                   |
| 15   | 8月20日（五） | 《星座情緣》         | Maggie Fung    | 楊思琦 | 香港藝人                   |
| 16   | 8月23日（一） | 《我來過，我很乖》   | 網絡新聞       | 米雪   | 香港藝人                   |
| 17   | 8月26日（四） | 《老婆婆和老公公》   | 朱凱婷         | 朱凱婷 | 香港藝人／電視節目主持     |
| 18   | 8月27日（五） | 《短暫的生命》       | 崔建邦         | 崔建邦 | 香港藝人／電視節目主持     |
| 19   | 8月30日（一） | 《重轁覆轍》         | 張慧慈         | 張慧慈 | 香港藝人／電視節目主持     |
| 20   | 8月31日（二） | 《如何愛...》        | 余偉迪         | 歐陽靖 | 香港歌手                   |

### 2010年9月
| 集數 | 播映日期      | 主題             | 故事取材       | 嘉賓   | 身份                                             |
| 21   | 9月1日（三）  | 《天使遺留的愛》 | 薛家燕         | 薛家燕 | 香港藝人                                         |
| 22   | 9月2日（四）  | 《吵架》         | 趙增熹         | 趙增熹 | 香港作曲家／超級巨聲評判                         |
| 23   | 9月3日（五）  | 《悲劇的代價？》 | 《一人一故事》 | 張宏艷 | 香港總商會會務發展總監                           |
| 24   | 9月6日（一）  | 《給兒子的信》   | 梁繼璋         | 梁繼璋 | 網絡電台MyRadio節目主持                          |
| 25   | 9月7日（二）  | 《空中情》       | 陳倩揚         | 陳倩揚 | 香港藝人／電視節目主持                           |
| 26   | 9月8日（三）  | 《得著》         | 紀曉華         | 紀曉華 | 香港旅遊美食家                                   |
| 27   | 9月9日（四）  | 《畫家的眼睛》   | 林順潮         | 林順潮 | 香港眼科醫生、香港中文大學眼科及視覺科學系系主任 |
| 28   | 9月10日（五） | 《骯髒背後》     | 陳潔靈         | 陳潔靈 | 香港歌手／超級巨聲首席評判                       |

## 相關節目
- 霎時感動
- 360秒人生課堂

## 作品的變遷
| 無綫電視 翡翠台及高清翡翠台 星期一至五 23:40-23:45節目 | 無綫電視 翡翠台及高清翡翠台 星期一至五 23:40-23:45節目 | 無綫電視 翡翠台及高清翡翠台 星期一至五 23:40-23:45節目 |
| ------------------------------------------------------ | ------------------------------------------------------ | ------------------------------------------------------ |
|                                                        | 情常在 （2010.08.02 - 2010.09.10）                     |                                                        |
| 靈活樓按周轉易 （2010.07.26 - 2010.07.30）             | 靈活樓按周轉易 （2010.09.13 - 2010.09.17）             |                                                        |